# Немітц Олександр Васильович
Олекса́ндр Васи́льович Нéмітц (Біберште́йн) (рос. Нёмитц; 26 липня (7 серпня) 1879, с. Котюжани, Бессарабської губ. — 1 жовтня 1967, Ялта) — контрадмірал, командувач Чорноморським флотом (1917), віцеадмірал ВМФ СРСР (1941).

## Біографія
Народився в селі Котюжани Бессарабської губернії (тепер територія Молдови) в родині мирового судді надвірного радника Василя Фердинандовича Немітца та Софії Аполлонівни Кузнецової. Походив з німецького, але давно обрусівшого дворянського роду, який виводив свій родовід від відомого німецького роду лицарів фон Біберштейнів.
Закінчив Морський кадетський корпус (1899), старшинські гарматні класи (1903).
З 1899 року проходив службу на Чорноморському флоті. Служив на кораблях «Ростислав», «Три Святителі» й одночасно викладав у школі гальванерів. З боку командування флотом піддавався покаранню восени 1905 року за відмову розстріляти екіпаж повсталого військового судна «Прут». 1906 року виступав захисником повсталих матросів Севастополя на судовому процесі.
З 1907 року штаб-офіцер Немітц працював в Історичному відділі Генерального морського штабу. Автор ряду праць з історії російсько-японської війни та книги «Прикладна стратегія» (1913), що стала підручником для імператорських, а згодом і радянських старших офіцерів.
1912 року закінчив Миколаївську морську академію.
У 1913—1914 рр. працював у Генеральному морському штабі керівником Чорноморської оперативної частини.
На початку Першої світової війни (1914—1915) у званні капітана 2 рангу перебував у складі військового-морського управління Ставки верховного головнокомандувача російської армії та при штабі командувача Чорноморського флоту адмірала Андрія Ебергардта.
З 1915 року командував канонеркою «Донець», дивізіоном есмінців (1916), мінною дивізією (1917).
3 грудня 1916 року нагороджений Георгіївською зброєю. У квітні 1917 року був обраний головою Союзу офіцерів-республіканців Чорноморського флоту.
18 липня 1917 року призначений Тимчасовим Урядом, за згодою Центральни Ради, командувачем Чорноморським військовим флотом — після демаршу Колчака в червні на зібранні матросів і старшин у Севастополі. У серпні — підвищений у ранзі до контрадмірала.
Не перешкоджав українізації Чорноморського флоту, прихильно ставився до Центральної Ради. Виступаючи на 1-м Загальнофлотському з'їзді 6 листопада, О. Немітц закликав його делегатів підтримати центральну владу в Україні і не допустити міжусобиць.
Після жовтневого перевороту в Росії та проголошення Української Народної Республіки 23 листопада 1917 року О. Немітц, за ініціативи Михайла Остроградського, направив телеграму Генеральному секретарю військових справ УНР про визнання флотом влади УНР. За ці дії О. Немітца було терміново викликано більшовиками до Петрограда «з доповіддю про стан на ЧФ», куди він виїхав 13 грудня, здавши тимчасово посаду командувача начальнику штабу флоту контрадміралу Михайлу Сабліну.
Пізніше з'ясувалося, що Немітц не збирався їхати до Росії. Він поїхав до Ставки головнокомандувача Румунського фронту генерала Дмитра Щербачова. Деякий час перебував у Києві, згодом близько року жив в Одесі.
Майже одразу після від'їзду Немітца із Севастополя більшовики влаштували у місті кривавий терор, під час якого було вбито понад 500 офіцерів Чорноморського флоту. Відповідно до «наказу» за підписом керівників більшовицького флоту Ф. Раскольнікова та Дибенка, Немітцу було заочно винесено смертний вирок.
30 вересня 1918 року гетьманський уряд схвалив кандидатуру адмірала О.Немітца на посаду морського міністра і передав наказ про його призначення Гетьману П.Скоропадському.
Проте вже наприкінці 1918 року він служить у Червоній армії. У серпні — жовтні 1919 року — начальник штабу Південної групи військ під командуванням Йона Якіра. Розробив та провів 400-кілометровий рейд більшовицьких загонів з Одеси до Житомира по території, підконтрольній уряду УНР, Добровольчій армії та повстанським отаманам Півдня України. Був поранений, евакуйований із Житомиру до Москви та нагороджений орденом «Червоного правпора».
6 лютого 1920 року Політбюро ЦК РКП(б) призначає «адмирала А. В. Немітца командувачем Морских сил Республіки» та членом Реввоєнсовєту Радянської Росії. У зв'язку з необхідністю організації безперебійного постачання для молодої «Республіки Совєтів» нафти першим завданням для нового командувача стала ліквідація англійського та білогвардійського флоту на Каспійському морі. «Перший червоний адмірал» розробив оперативний план для командувача Волжсько-Каспійської флотилії Ф. Раскольнікова. Після успішного проведення операції на Каспії більшовики зосередили всі сили на Чорному морі.
Оскільки на Півдні України більшовики не мали власних військово-морських сил, за розпорядженням О. Немітца на Азовське море були спрямовані озброєння, техніка та особовий склад з Балтики, Онезької, Сєвєродвінської та Волжсько-Каспійської флотилій. Таким чином створювався «Рабоче-крестьянский красный флот» на Чорному та Азовському морях.
У другій половині 1920 року брав безпосередню участь в організації взаємодії сил флоту з військами Південного фронту при нападі на армію генерала Врангеля та захопленні Криму.
У грудні 1921 року звільнений з посади командувача Морських сил та управителя справ Народного комісаріату з морських справ РСФСР. Переходить на викладацьку роботу.
З 1924 року перебував для особливо важливих доручень при РВСР. Викладав у Військово-морській академії. Професор кафедри стратегії й тактики Військово-морської та Військово-повітряної академій збройних сил.
У 1929 році — голова урядової комісії з оборони берегів Чорного моря. З 1930 року — заступник інспектора ВМС РККА.
У 1930-х роках важко захворів. 1938 року пише книгу «Робота Головного морського штабу», працює над мемуарами. 1941 року присвоєно звання віцеадмірала ВМФ СРСР.
У 1940—1947 рр. — професор кафедр стратегії й тактики Військово-морської та Військового-повітряної академій. Під час Другої світової війни брав участь в організації бойових дій Азовської військової флотилії.
З 1947 року — у відставці, працював у Гідрографічній службі Чорноморського флоту в Севастополі. Нагороджений орденом Леніна, двома орденами Червоного прапора, медалями.

Могила Олександра Немітца

В останні роки жив у Ялті. Помер 1 жовтня 1967 року. Похований у Севастополі на кладовищі Комунарів.